# Beagle (software)
Beagle è uno strumento di desktop search simile a Google Desktop per Microsoft Windows o a Spotlight per macOS.
Beagle è sviluppato da David Camp, Robert Love, Joe Shaw, and Jon Trowbridge, con l'aiuto della comunità open source di Beagle.

## Caratteristiche
Con Beagle si possono cercare:
- Applicazioni
- Conversazioni (Pidgin e log di IRC)
- Documenti (AbiWord, OpenOffice.org, Microsoft Office, pdf, txt, rtf)
- Email e contatti (da Evolution, KMail, Thunderbird)
- Email archiviate su Gmail (in questo caso non si tratta di indicizzazione, ma di una ricerca in tempo reale tramite protocollo IMAP)
- Informazioni di aiuto (Texinfo, man pages, DocBook, Microsoft Compressed HTML Help - CHM)
- Immagini (.png, .jpg, .gif, .bmp, .tiff, .svg)
- File Musicali (MP3, Ogg, flac)
- File Video
- Note fatte con Tomboy, KNotes o Labirynth
- informazioni dal web in RSS (attraverso Blam, Liferea o Akregator)
- Codice sorgente
- Pagine Web (HTML)

Beagle inoltre indicizza istantaneamente un nuovo file o una sua modifica se nel kernel è avviato il sistema inotify.